# George Pell
George Pell (ur. 8 czerwca 1941 w Ballarat, zm. 10 stycznia 2023 w Rzymie) – australijski duchowny rzymskokatolicki, doktor filozofii, biskup pomocniczy Melbourne w latach 1987–1996, arcybiskup metropolita Melbourne w latach 1996–2001, arcybiskup metropolita Sydney w latach 2001–2014, kardynał prezbiter od 2003, członek Rady Kardynałów w latach 2013–2018, prefekt Sekretariatu ds. Gospodarczych Stolicy Apostolskiej w latach 2014–2019 (od 2017 urlopowany).

## Życiorys
W młodości był sportowcem, startował w zawodach wioślarskich oraz grał w piłkę nożną i futbol australijski.
Studiował w Międzydiecezjalnym Seminarium w Melbourne. Święcenia kapłańskie przyjął 19 grudnia 1966 w Rzymie z rąk kardynała Grzegorza Piotra XV Agagianiana, prefekta Kongregacji Rozkrzewiania Wiary. Studia kontynuował w Rzymie, gdzie w 1967 w Athenaeum Propaganda Fide obronił licencjat z teologii, i na Uniwersytecie Oksfordzkim, gdzie w 1971 obronił doktorat z filozofii. Ponadto w latach 80. odbył studia podyplomowe na Uniwersytecie Monasha w Clayton (dzielnicy Melbourne).
Pracował jako wikariusz w kilku parafiach australijskich oraz w instytucjach edukacyjnych kurii diecezjalnej Ballarat, wydawał pismo diecezjalne „Light” (1979–1984), współpracował ze szkołami i uczelniami katolickimi w diecezji. W latach 1985–1987 był rektorem Corpus Christi College (regionalnego seminarium stanów Wiktoria i Tasmania).
30 marca 1987 został mianowany biskupem pomocniczym archidiecezji Melbourne ze stolicą tytularną Scala. Sakry biskupiej udzielił mu 21 maja 1987 arcybiskup metropolita Melbourne, Frank Little. Od lipca 1996 do marca 2001 sprawował urząd arcybiskupa metropolity Melbourne. W marcu 2001 objął funkcję arcybiskupa metropolity Sydney, zastępując kardynała Edwarda Bede Clancy’ego, który przeszedł w stan spoczynku.
W latach 1988–1997 był przewodniczącym australijskiego Caritasu. Działał na rzecz powstania Australijskiego Uniwersytetu Katolickiego. Z ramienia watykańskiej Kongregacji ds. Ewangelizacji Narodów był apostolskim wizytatorem seminariów w Nowej Zelandii, Papui-Nowej Gwinei i na Wyspach Salomona. Brał udział w sesjach Synodu Biskupów w Watykanie, między innymi w sesji specjalnej poświęconej Kościołowi w Oceanii (listopad–grudzień 1998).
W 2002 otrzymał złośliwą Nagrodę Erniego za wyrażenie opinii, iż „aborcja jest gorszym skandalem moralnym niż wykorzystywanie seksualne młodych ludzi przez księży”.
21 października 2003 Jan Paweł II mianował go kardynałem, nadając tytuł prezbitera S. Maria Domenica Mazzarello. Kardynał Pell uczestniczył w konklawe w latach 2005 i 2013. 
13 kwietnia 2013, decyzją papieża Franciszka, został członkiem grupy dziewięciu kardynałów doradców, służących radą papieżowi w zarządzaniu Kościołem i w sprawach reformy Kurii Rzymskiej. 12 grudnia 2018 został przez niego pozbawiony tej funkcji.
24 lutego 2014 papież Franciszek mianował go pierwszym prefektem Sekretariatu ds. Gospodarczych Stolicy Apostolskiej. W 2017 został urlopowany przez papieża Franciszka na czas trwania śledztwa dotyczącego seksualnego wykorzystywania małoletnich.  26 lutego 2019 szef Biura Prasowego Stolicy Apostolskiej, Alessandro Gisotti, ogłosił za pomocą Twittera, że kardynał George Pell nie jest już prefektem tego sekretariatu. Gisotti nie wyjaśnił, czy prefekt został zdymisjonowany, czy upłynęła jego kadencja. Tego samego dnia kardynał Pell otrzymał od papieża Franciszka zakaz publicznego pełnienia posługi i kontaktów z małoletnimi.
8 czerwca 2021 w związku z ukończeniem 80 lat kardynał Pell utracił prawo udziału w konklawe.
14 stycznia 2023 roku, w Bazylice św. Piotra w Watykanie, w uroczystościach pogrzebowych kardynała Georga Pella uczestniczył papież Franciszek.

## Oskarżenia dotyczące seksualnego wykorzystywania małoletnich
29 czerwca 2017 został oskarżony o wielokrotne molestowanie seksualne. W swojej odpowiedzi Pell zaprzeczył wszystkim zarzutom. Na czas trwania procesu został urlopowany. Główna część procesu, podczas którego w jego obecności przesłuchano 50 świadków, rozpoczęła się 5 marca 2018 i trwała do 29 marca. 1 maja sąd uznał, że połowa wysuwanych wobec niego zarzutów molestowania seksualnego jest wystarczająco uprawdopodobniona i może doprowadzić do jego ukarania, co oznaczało rozpoczęcie procesu karnego w sprawie molestowania.
Zarzuty wobec kardynała podzielono na dwa okresy – wydarzenia z roku 1996 oraz lata 60. i 70. – które postanowiono rozpatrzyć podczas dwóch różnych procesów sądowych. Pierwszy (dotyczący wydarzeń z 1996) rozpoczął się 7 listopada. 11 grudnia 2018 kardynał Pell został przez sąd w Melbourne uznany winnym przestępstw seksualnych wobec małoletnich. 13 marca 2019 Pell został uznany przez sąd stanu Wiktoria za winnego przestępstw seksualnych popełnionych w 1996 wobec dwóch 13-letnich chłopców z chóru w katedrze świętego Patryka w Melbourne i skazany na 6 lat więzienia. Pell został osadzony w więzieniu o zaostrzonym rygorze. 21 sierpnia 2019 sąd stanu Wiktoria odrzucił apelację i utrzymał wyrok. Natomiast drugi, niezależny proces, dotyczący wydarzeń z lat 60. i 70., miał rozpocząć się 11 marca 2019, ale nie doszło do tego, gdyż w lutym 2019 oskarżyciel publiczny wycofał zarzuty.
Kardynał, osadzony w więzieniu dla najgroźniejszych przestępców złożył kolejne odwołanie do australijskiego Sądu Najwyższego (High Court). 7 kwietnia 2020 siedmioosobowy skład tego sądu jednomyślnie uchylił skazujący wyrok, uniewinnił go od zarzutów i nakazał jego zwolnienie z więzienia.